# Martine Froger
Martine Froger (geboren am 11. Juni 1961 in Blois (Loir-et-Cher)) ist eine französische Politikerin und Mitglied der Parti socialiste.
Bei den Nachwahlen 2023 im 1. Wahlkreis des Départements Ariège wurde sie zur Abgeordneten gewählt. Sie wurde vom Verband der Sozialistischen Partei des Departements Ariège unterstützt, jedoch nicht von der nationalen Führung ihrer Partei nominiert, die sich vielmehr für Bénédicte Taurine, die bisherige Abgeordnete der LFI und Kandidatin des Linksbündnisses Nupes einsetzte.

## Leben
Froger ist Direktorin des Centre d’accompagnement social aux techniques agropastorales (CASTA) und stellvertretende Bürgermeisterin von Alzen. Sie ist Ersatzkandidatin für den Senator für Ariège Jean-Jacques Michau. Sie sitzt im Vorstand des Communauté de communes Couserans-Pyrénées (Gemeindeverbands Couserans-Pyrénées), wo sie den Bereich Bildung und Jugend betreut. Nach der Suspendierung ihrer Mitgliedschaft in der PS im Mai 2022 unterzeichnete sie auf dem Parteitag der Sozialisten in Marseille im Januar 2023 den von Nicolas Mayer-Rossignol geführten Antrag Refondations.

### Die Parlamentswahl 2022
Bei den Parlamentswahlen 2022 im ersten Wahlkreis des Departements Ariège nominierte der Verband der Sozialistischen Partei des Departements Ariège sie als Kandidatin. Die nationale Führung der PS unterstützte jedoch die amtierende LFI-Abgeordnete Bénédicte Taurine im Rahmen der Linkskoalition NUPES. Martine Froger schied im ersten Wahlgang als Viertplatzierte aus. Die Mitgliedschaft von Froger wurde daraufhin von der Sozialistischen Partei suspendiert. Die damalige Parlamentswahl wurde jedoch vom Verfassungsrat annulliert.

### Die Nachwahl von 2023
Bei der Nachwahl 2023 unterstützte die nationale Führung der Sozialistischen Partei wiederum die bisherige LFI-Abgeordnete und Nupes-Kandidatin Bénédicte Taurine, dagegen nominierten der örtliche Verband der Sozialistischen Partei und die Radikalen der Ariège Martine Froger als Kandidatin.
Im ersten Wahlgang kam Froger mit 26,4 % auf den zweiten Platz hinter Taurine mit 31,2 %. Für den zweiten Wahlgang erhielt sie Unterstützung von der im ersten Wahlgang ausgeschiedenen Renaissance-Kandidatin und mehreren sozialistischen Parteigrößen, darunter Nicolas Mayer-Rossignol, Carole Delga, Hélène Geoffroy, Lamia El Aaraje und Michaël Delafosse. Außerhalb der PS wurde sie von Guillaume Lacroix, dem Vorsitzenden der Parti radical de gauche (PRG), unterstützt; der sozialistische Ex-Premierminister Bernard Cazeneuve reiste in den Wahlkreis, um sie zu unterstützen. Mit den Leihstimmen der Renaissance-Wähler gewann sie den zweiten Wahlgang am 2. April 2023 mit 60,2 % der Stimmen bei einer Wahlbeteiligung von 37,9 %. Froger wandte sich an die Führung der PS, um einen Sitz in der sozialistischen Fraktion in der Nationalversammlung zu beantragen.